# ألمالي
ألمالي (بالقازاقية: Алмалы)، هي محطة قطارات للخط 1 لمترو ألماتي بكازاخستان، افتتح في 1 ديسمبر 2011.